# Zemplínska Teplica
Zemplínska Teplica (em húngaro: Szécskeresztúr) é um município da Eslováquia, situado no distrito de Trebišov, na região de Košice. Tem 26,81 km² de área e sua população em 2018 foi estimada em 1.733 habitantes.

## Demografia
| Ano:        | 1994 | 2004   | 2014    | 2024    |
| ----------- | ---- | ------ | ------- | ------- |
| Broj ljudi: | 1391 | 1466   | 1641    | 1859    |
| Razlika:    |      | +5,39% | +11,93% | +13,28% |

| Ano:               | 2023 | 2024   |
| ------------------ | ---- | ------ |
| Número de pessoas: | 1855 | 1859   |
| Diferença:         |      | +0,21% |